# Yvesia
Yvesia é um género botânico pertencente à família Poaceae.
O nome do género foi dado em honra de Alfred Marie Augustine Saint-Yves.